# AB Stadsholmen
AB Stadsholmen är ett allmännyttigt bostadsföretag, dotterbolag till AB Svenska Bostäder som i sin tur ägs av Stockholms Stadshus AB. Stadsholmen är Stockholms stads bolag för förvaltning av äldre, kulturhistoriskt värdefulla byggnader.
Stadsholmen äger ca 280 hus med ca 1 650 bostadslägenheter och 765 lokaler. Stockholms Stads bostadsförmedling AB ansvarar för all extern förmedling av Stadsholmens lägenheter. Flera av byggnaderna har högsta skyddsklass motsvarande kraven för byggnadsminnen. Fredrik Juhnell är  förvaltningschef i bolaget.

## Historia
Stadsholmen bildades 1936 av Samfundet S:t Erik med stöd av Stockholms stad. Uppdraget var från början att förvalta och rusta upp bebyggelsen i Gamla stan, som vid denna tid var starkt nedgången. Företagets namn anspelar på namnet på den holme mellan Saltsjön och Mälaren, där det äldsta Stockholm växte fram (se Stadsholmen).
År 1967 överfördes Stadsholmen till Stockholms stad. Ett första större tillskott av byggnader kom 1972, då bolaget tog över Stockholms fastighetskontors kulturhistoriskt värdefulla hus. Stadsholmen blev ett dotterbolag till Svenska Bostäder 1991. I mitten av 2000-talet tog Stadsholmen över ett stort antal hus från stadens Gatu- och fastighetskontor. Det handlade främst om gårdar i ytterstaden – stambyggnader från vilka stadens moderna förorter vuxit fram. Dessa byggnader är en viktig länk för förståelsen av Stockholms framväxt.

## Verksamhet
Stadsholmen har till uppgift att förvalta de kulturmärkta hus som finns i Stockholms stads ägo. Några exempel på sådana hus är Mosebacke vattentorn, van der Nootska palatset, Heleneborg, Louis De Geers palats, Örby slott och Kristinebergs slott. 
Stadsholmen har även hand om ett flertal av den äldre sammanhängande trä- och stenhusbebyggelsen i så kallade "kulturreservatsområden" som finns i Stockholm, exempelvis vid Åsöberget, Skinnarviksberget, Vita bergen och längs Mäster Mikaels gata, Bergsprängargränd samt Stigbergsgatan på Södermalm. Även andra äldre stenhus som de på Mariaberget, på Långholmen, i Gamla Stan och i Djurgårdsstaden hör till stadens reservatsområden. 
Sedan några år utger AB Stadsholmen så kallade faktablad som upprättades i samarbete med Stadsmuseet i Stockholm och ger en ingående beskrivning för utvalda byggnader. Stadsholmens byggnader känns ofta igen på de handmålade husnumren antingen på vita plåtskyltar eller direkt på putsen.
År 2001 belönades Stadsholmen med Stockholms läns hembygdsförenings kulturpris "för sitt arbete med inventeringar av kulturhistoriskt intressanta trädgårdar i Stockholm".

## Fastigheter i urval

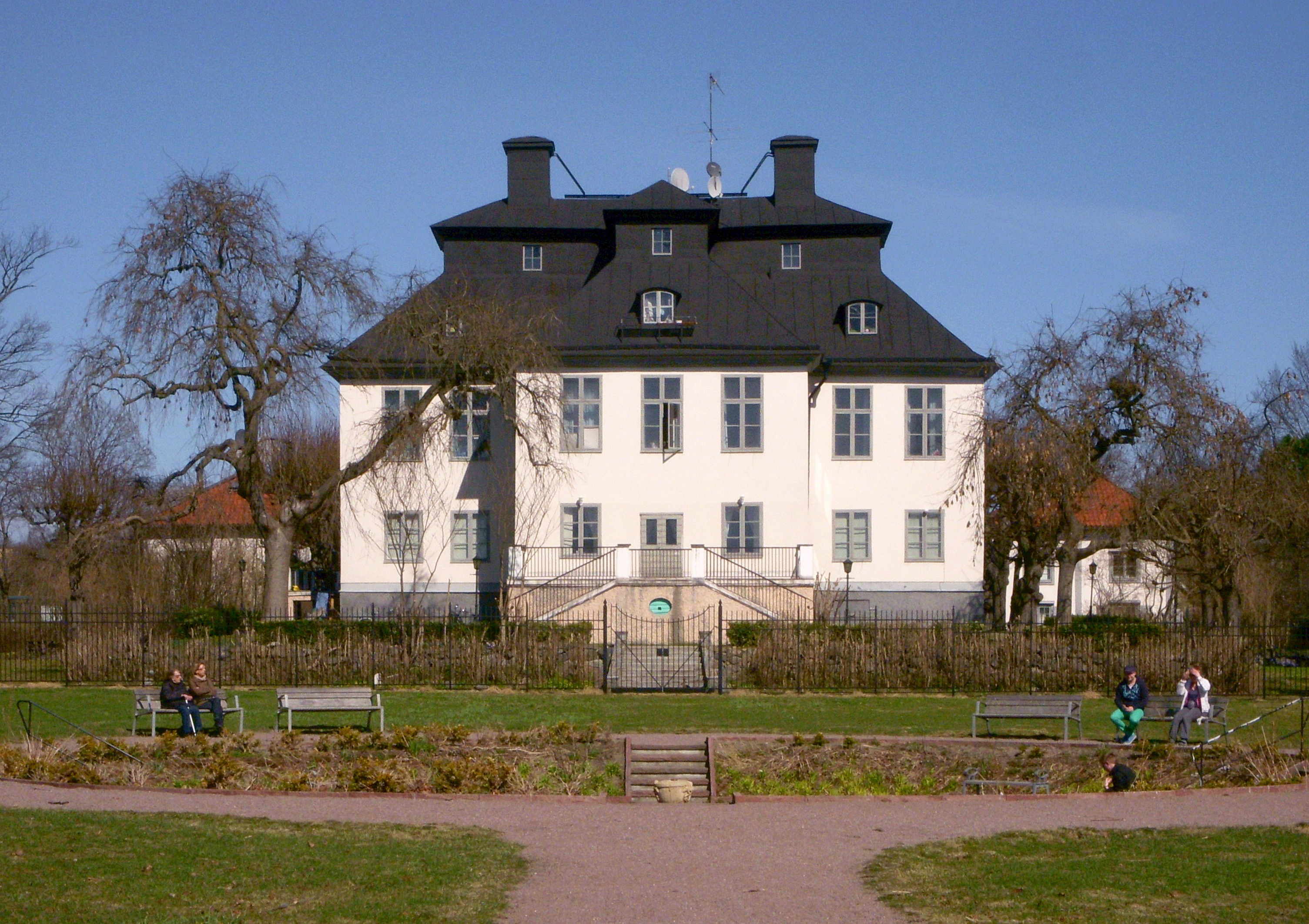
Örby slott
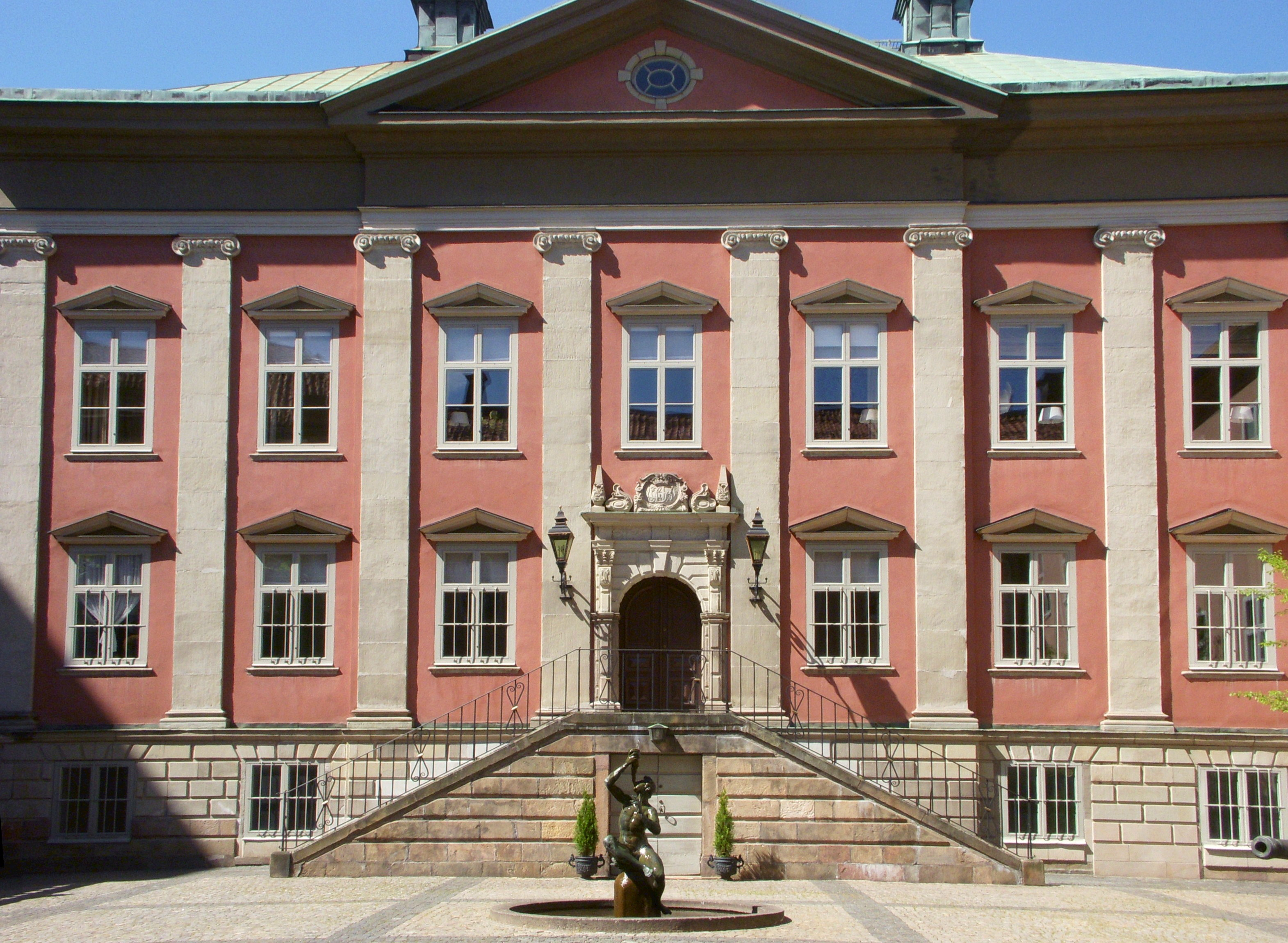
Louis De Geers palats
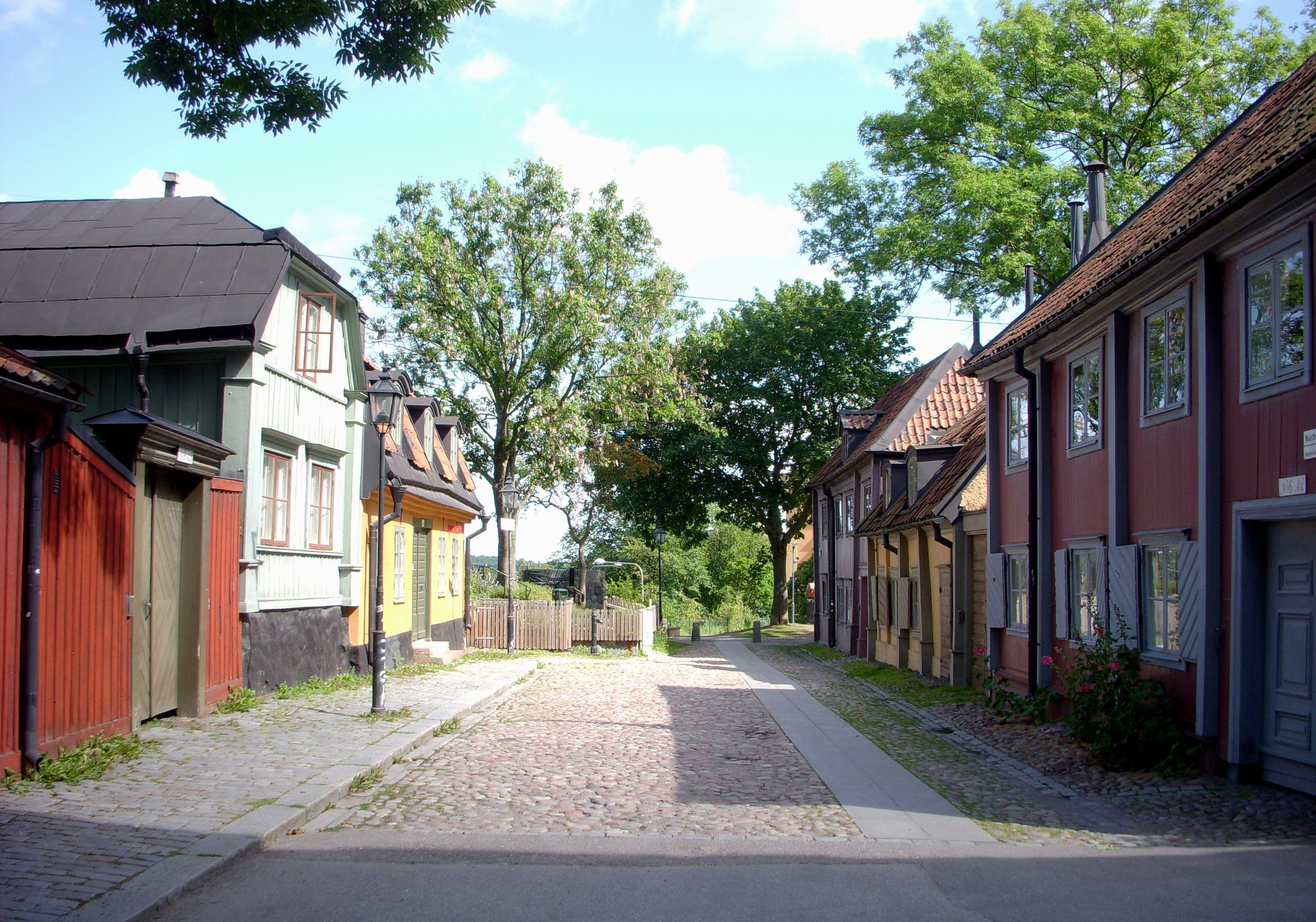
Mäster Mikaels gata
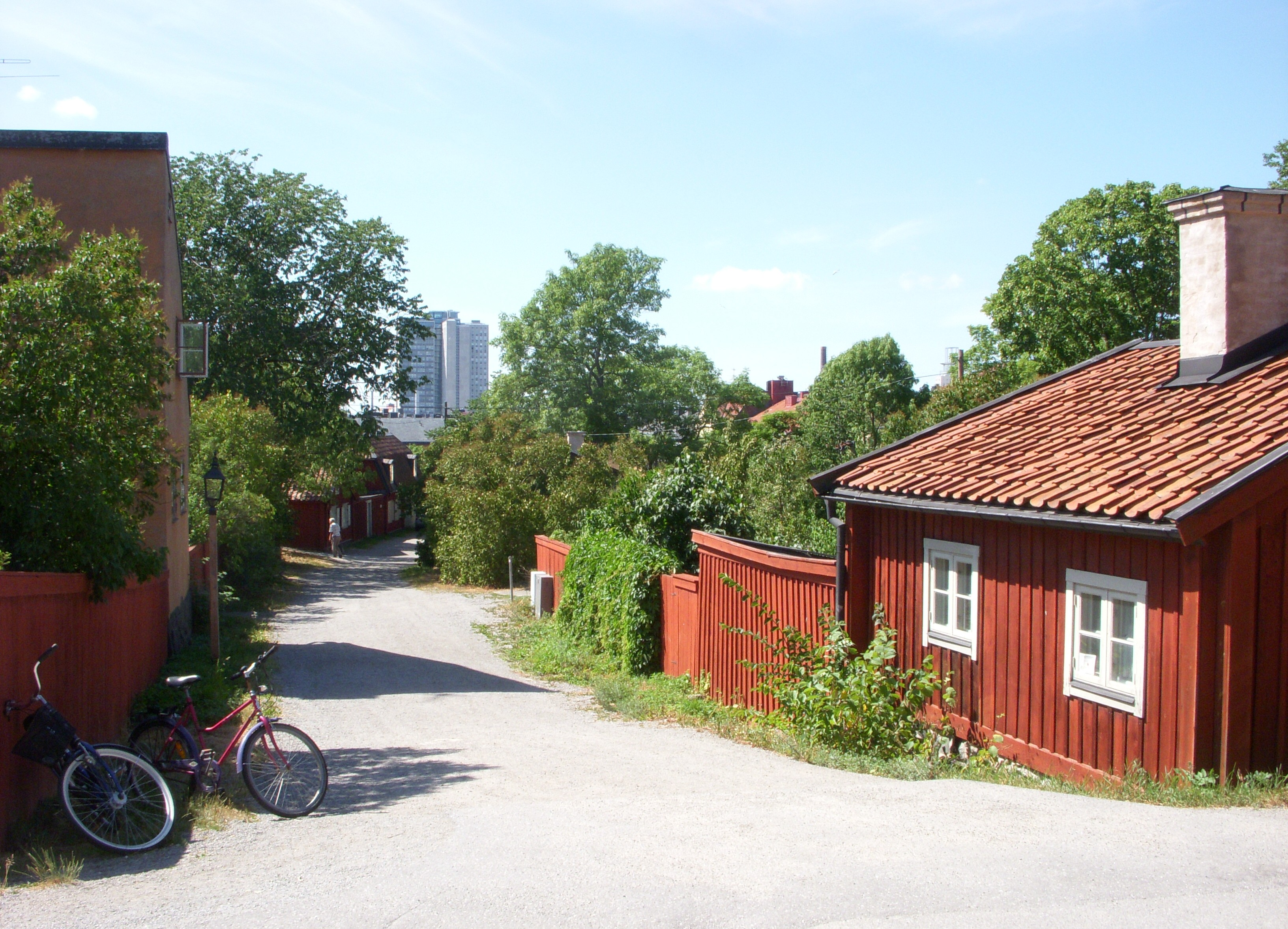
Bergsprängargränd
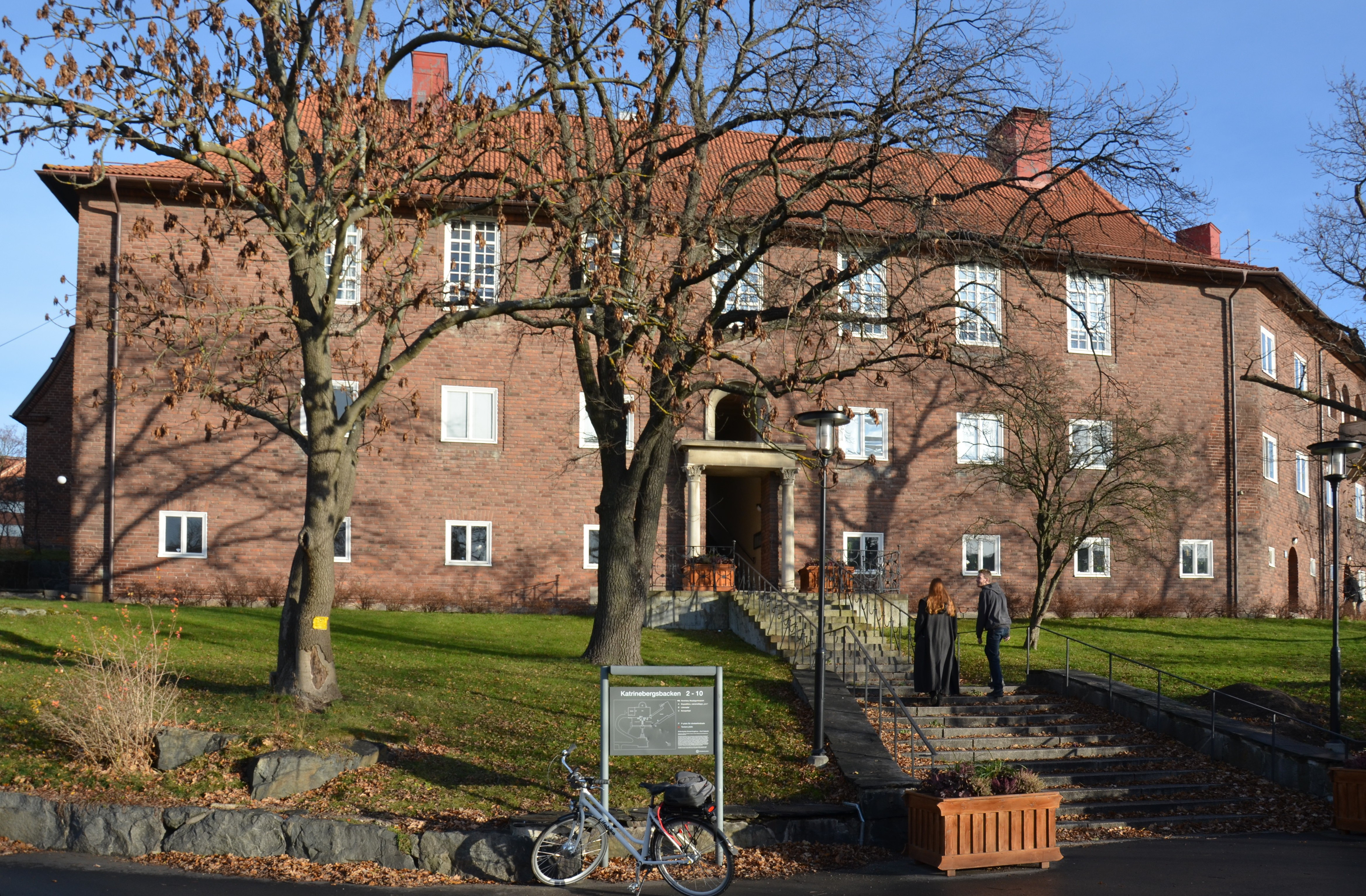
Brännkyrkas församlingshus

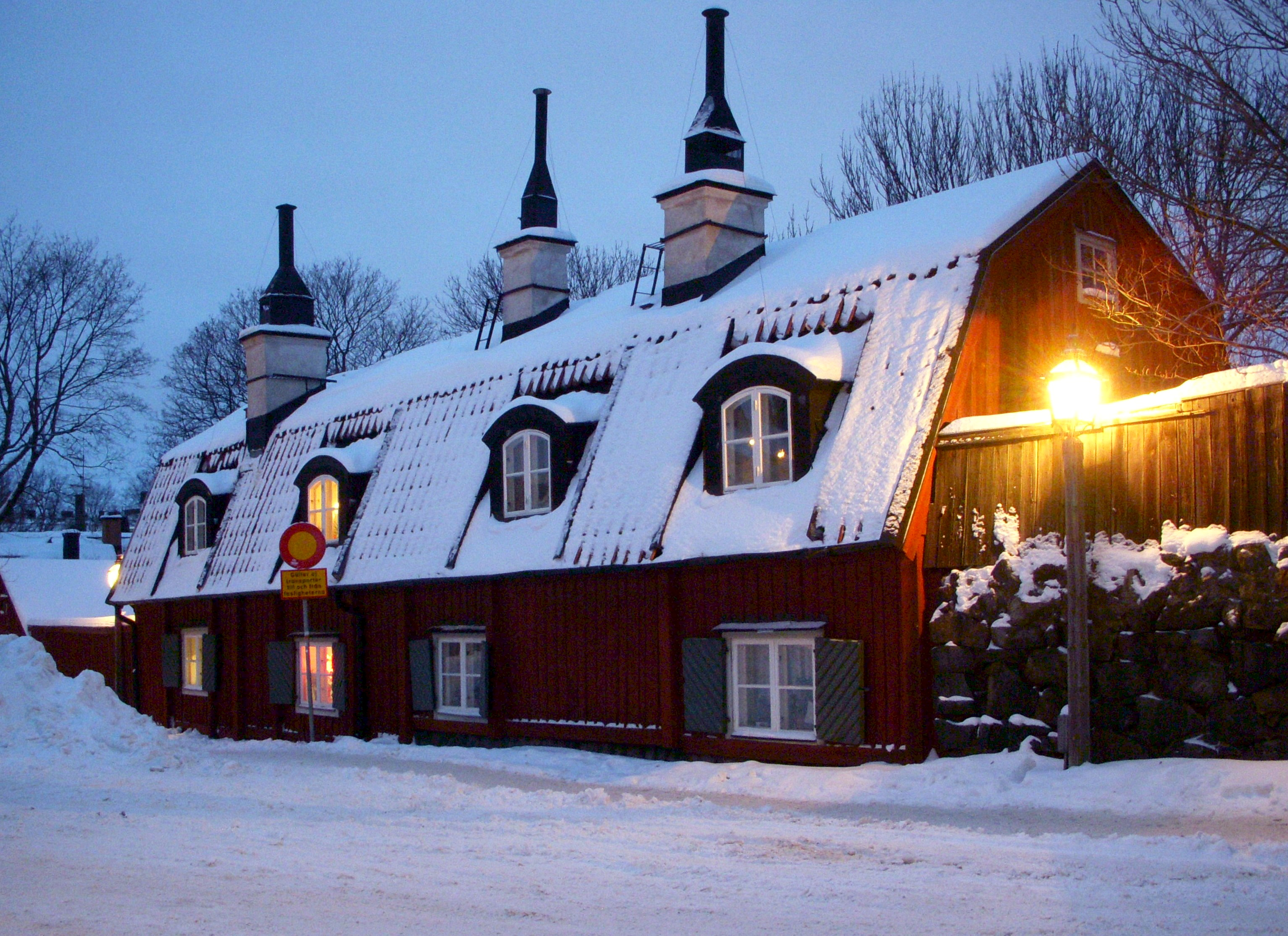
Stigbergsgatan
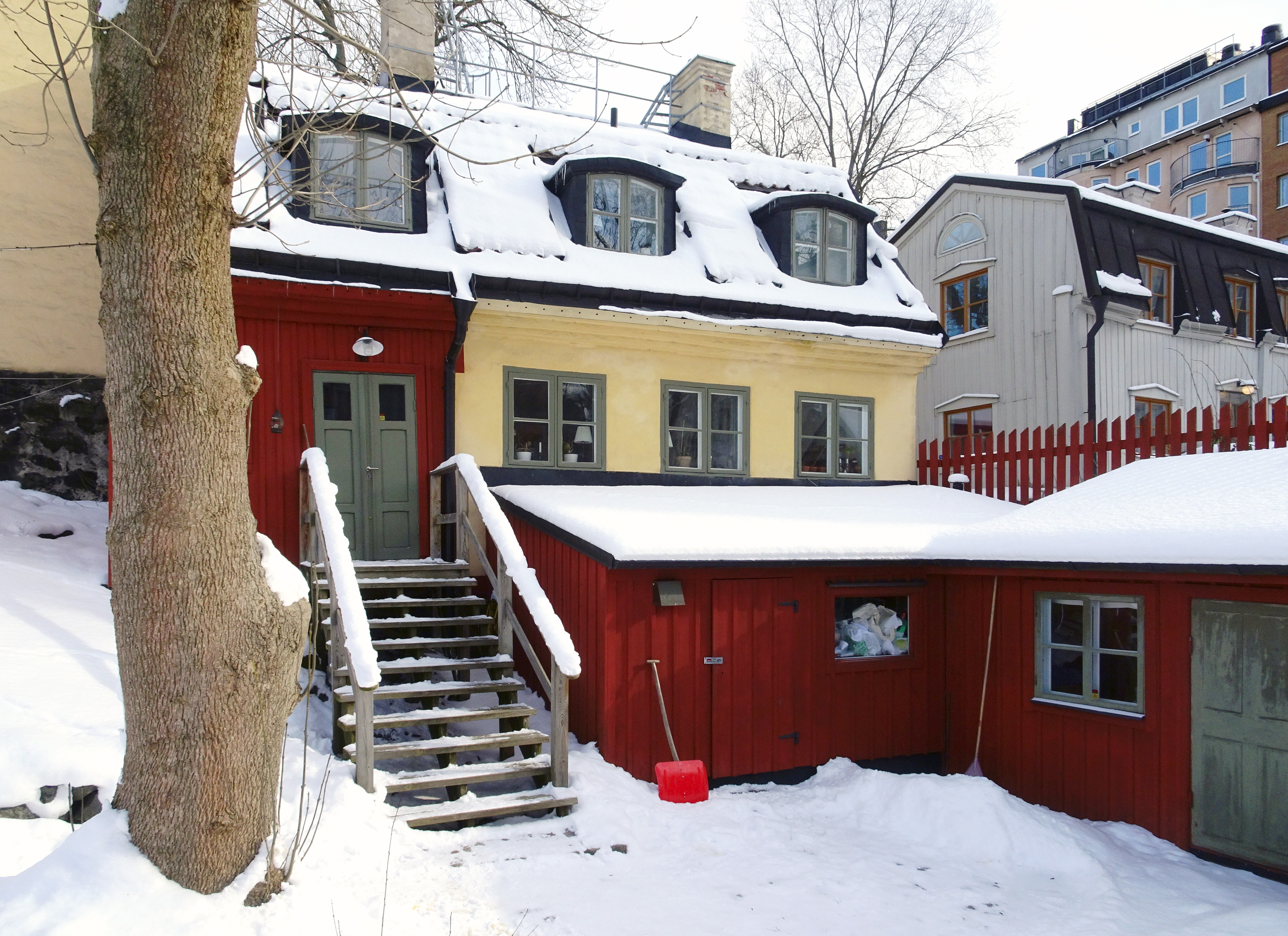
Lilla Skinnarviksgränd
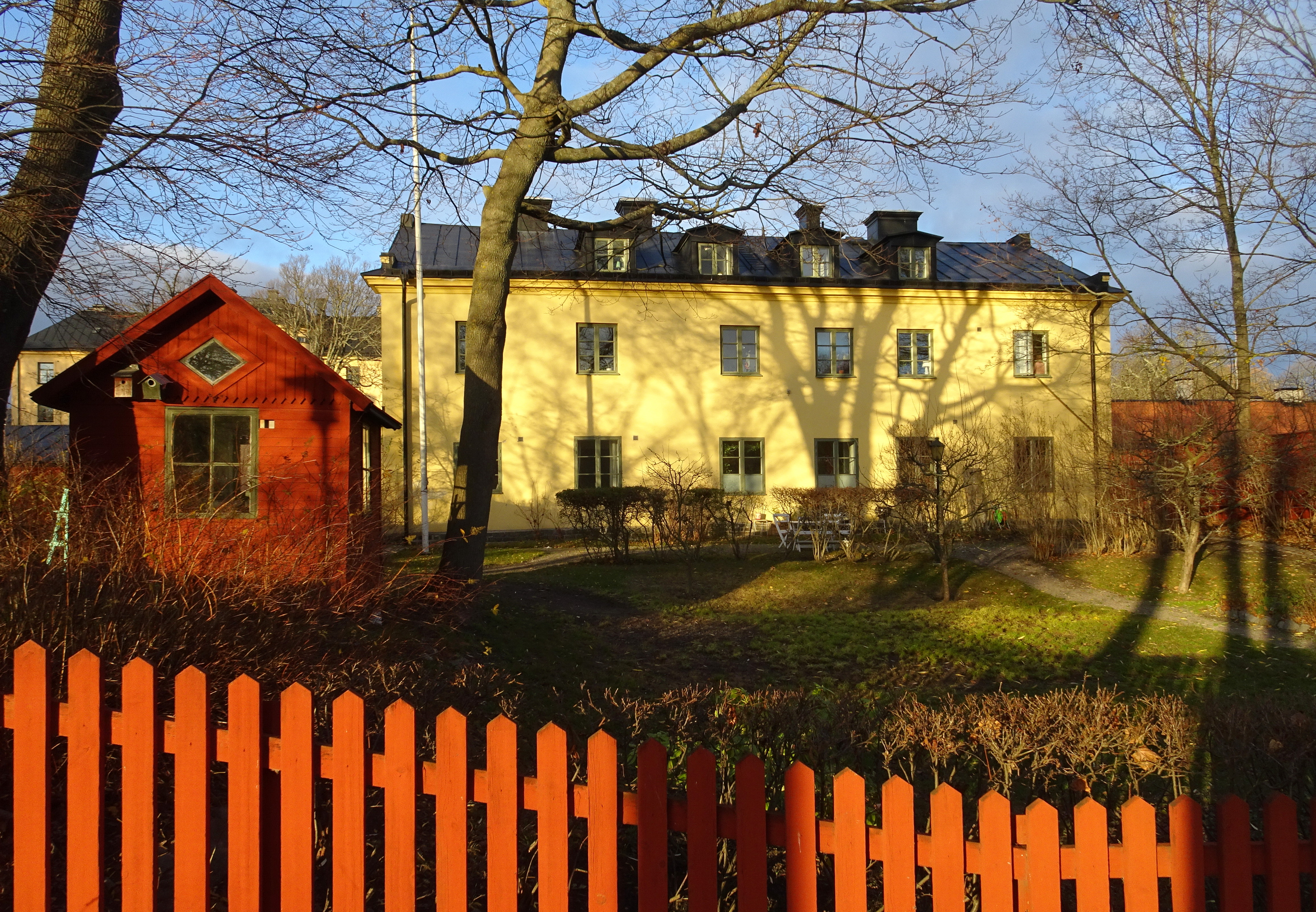
Underofficershuset
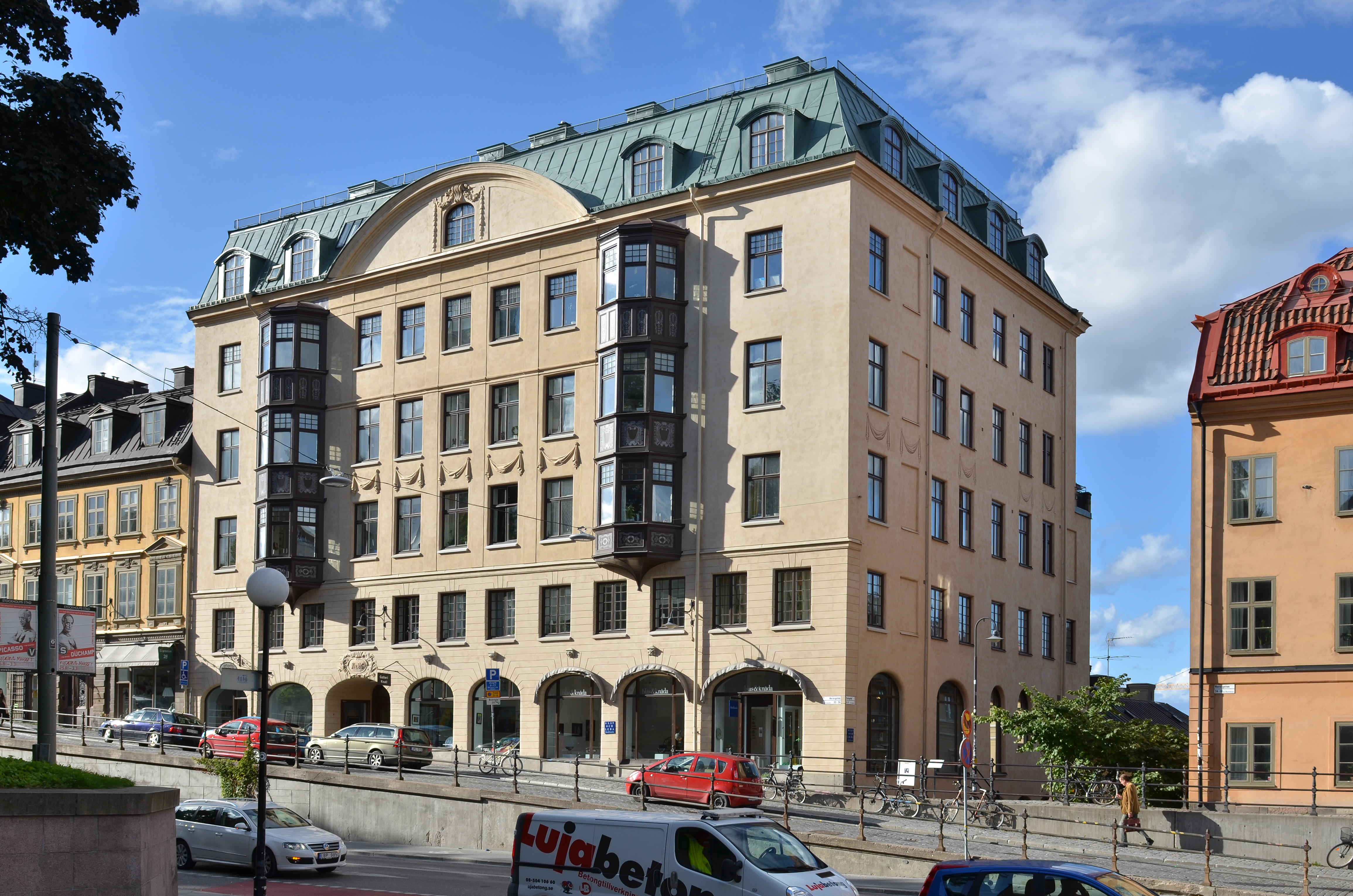
Hornsgatan 26
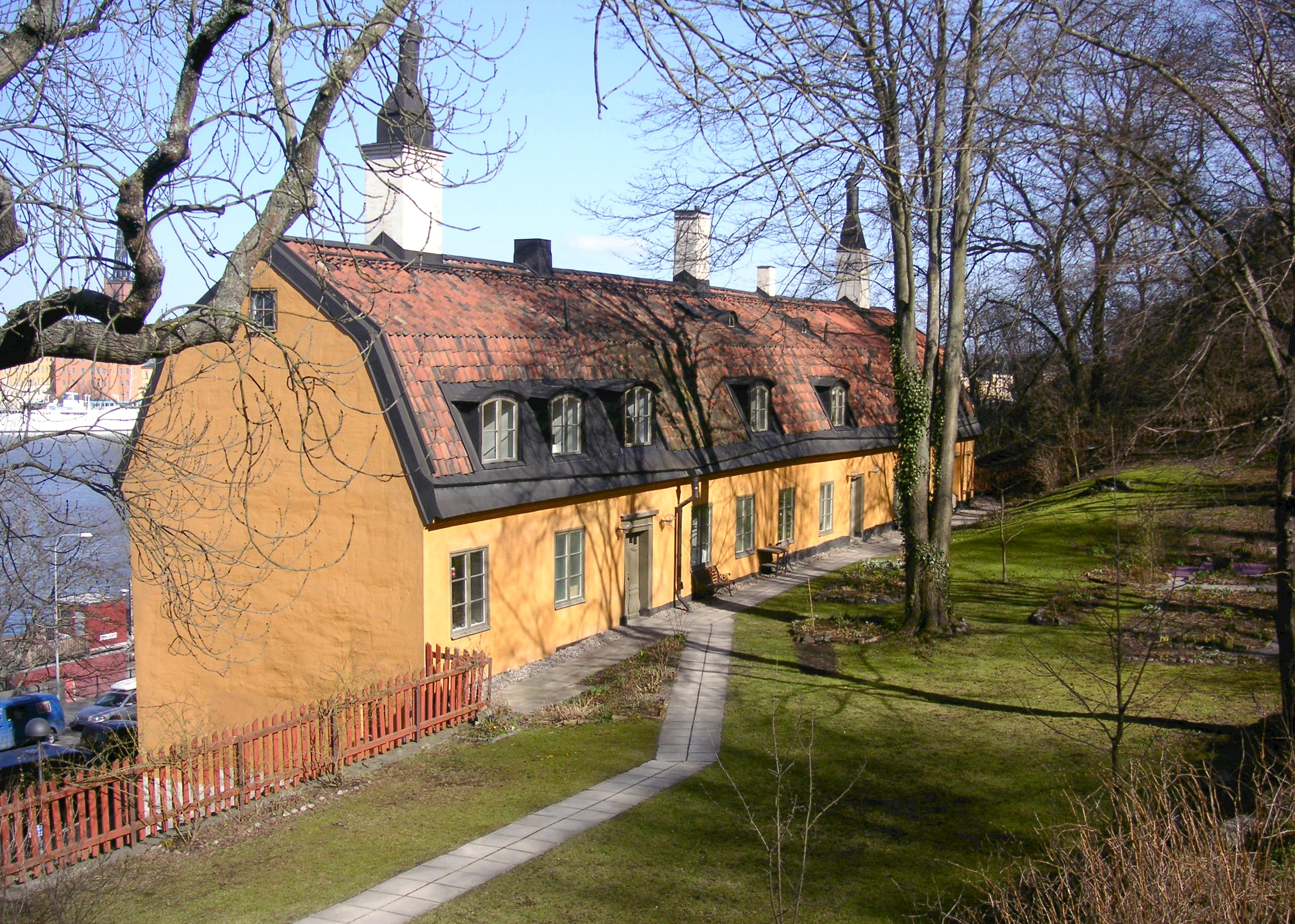
Öbergska gården

## Källor

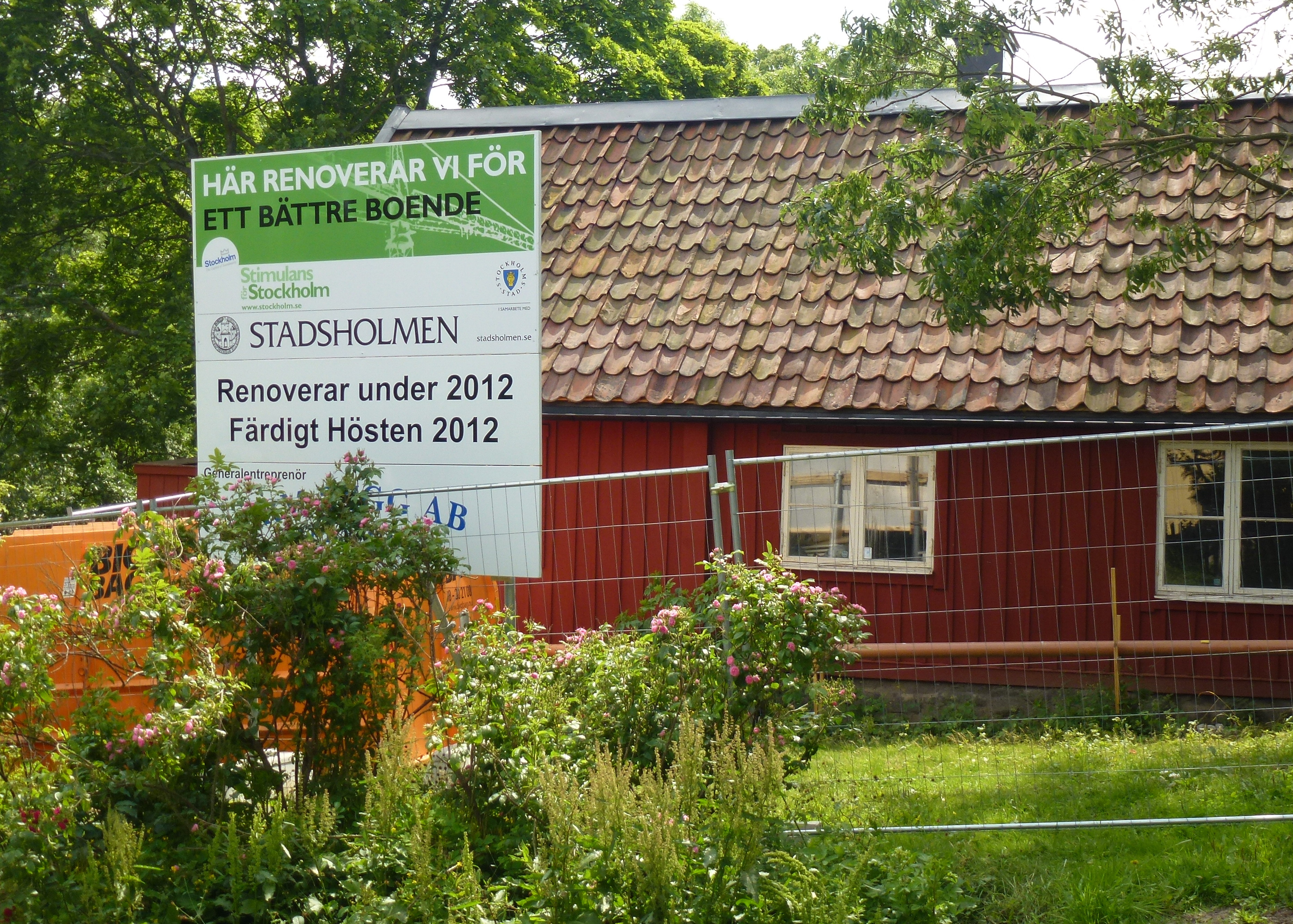
AB Stadsholmen renoverar fastigheten Stenkolet 2, juli 2012.